# Liste der schwedischen Meister im Biathlon
In der Liste der schwedischen Meister im Biathlon werden alle bekannten Medaillengewinner im Biathlon bei schwedischen Meisterschaften seit der ersten Durchführung 1958 aufgeführt.
Seit 2019 zählen auch die im November ausgetragenen Einzelwettkämpfe beim Season opening/Sverigepremiär zu den Meisterschaften.

## Männer

### Einzel
Seit 2019 wird im Rahmen des Season openings in Idre ein Kurzeinzel über 12,5 Kilometer ausgetragen.
| Meisterschaft | Meisterschaft | Gold                                                        | Silber                                                      | Bronze                                                      |
| ------------- | ------------- | ----------------------------------------------------------- | ----------------------------------------------------------- | ----------------------------------------------------------- |
| 1958          | Sollefteå     | Sture Ohlin                                                 | Olle Gunneriusson                                           | Arne Roth                                                   |
| 1959          | Skellefteå    | Sven Agge                                                   | Olle Lingvall                                               | Klas Lestander                                              |
| 1960          | Arvidsjaur    | Stig Andersson                                              | Sture Ohlin                                                 | Mauritz Warg                                                |
| 1961          | Östersund     | Stig Andersson                                              | Klas Lestander                                              | Tage Lundin                                                 |
| 1962          | Sundsvall     | Lennart Björkén                                             | Klas Lestander                                              | Per-Olof Hassis                                             |
| 1963          | Umeå          | Sven-Olof Axelsson                                          | Adolf Wiklund                                               | Nore Westin                                                 |
| 1964          | Sollefteå     | Sven-Olof Axelsson                                          | Tage Lundin                                                 | G. Samuelsson                                               |
| 1965          | Kiruna        | Tage Lundin                                                 | G. Samuelsson                                               | L. Persson                                                  |
| 1966          | Älvdalen      | Holmfrid Olsson                                             | U. Kuhn                                                     | Sten Eriksson                                               |
| 1967          | Falun         | John Guttke                                                 | Tore Eriksson                                               | Olle Petrusson                                              |
| 1968          | Torsby        | Olle Petrusson                                              | R. Mattsson                                                 | Kjell Gustafsson                                            |
| 1969          | Boden         | Olle Petrusson                                              | Sten Olsson                                                 | Johan Petrusson                                             |
| 1970          | Falun         | Sten Olsson                                                 | Lars-Göran Arwidson                                         | Olle Petrusson                                              |
| 1971          | Härnösand     | Bengt Stattin                                               | Olle Petrusson                                              | Lars-Göran Arwidson                                         |
| 1972          | Östersund     | Olle Petrusson                                              | Lars-Göran Arwidson                                         | Sune Adolfsson                                              |
| 1973          | Eksjö         | Lars-Göran Arwidson                                         | Olle Petrusson                                              | T. Samuelsson                                               |
| 1974          | Transtrand    | Lars-Göran Arwidson                                         | Torsten Wadman                                              | Gunnar Hannu                                                |
| 1975          | Orsa          | Lars-Göran Arwidson                                         | Torsten Wadman                                              | Inge Wadman                                                 |
| 1976          | Hedenäset     | Lars-Göran Arwidson                                         | Sune Adolfsson                                              | Matz-Åke Lantz                                              |
| 1977          | Fåker         | Olle Petrusson                                              | Ronnie Adolfsson                                            | Matz-Åke Lantz                                              |
| 1978          | Torsby        | Per Andersson                                               | Lars-Göran Arwidson                                         | Ronnie Adolfsson                                            |
| 1979          | Falun         | Per Andersson                                               | Hans Åhman                                                  | Per Simberg                                                 |
| 1980          | Hedenäset     | Ronnie Adolfsson                                            | Per Andersson                                               | Sören Wikström                                              |
| 1981          | Krokom        | Ronnie Adolfsson                                            | Alfred Joki                                                 | Sören Wikström                                              |
| 1982          | Häverödal     | Sven Fahlén                                                 | Per Simberg                                                 | Ingemar Arwidson                                            |
| 1983          | Sollefteå     | Hans Åhman                                                  | Ronnie Adolfsson                                            | Alfred Joki                                                 |
| 1984          | Lima          | Ronnie Adolfsson                                            | Tommy Höglund                                               | Sven Fahlén                                                 |
| 1985          | Timrå         | Ronnie Adolfsson                                            | Ola Lundström                                               | Ingemar Arwidson                                            |
| 1986          | Kvarnsjö      | Leif Andersson                                              | Karl-Gunnar Grenemark                                       | Tommy Höglund                                               |
| 1987          | Hedenäset     | Mikael Löfgren                                              | Lars Viklund                                                | Hans Lundström                                              |
| 1988          | Falun         | Peter Sjödén                                                | Karl-Gunnar Grenemark                                       | Roger Westling                                              |
| 1989          | Hedenäset     | Leif Andersson                                              | Peter Sjödén                                                | Karl-Gunnar Grenemark                                       |
| 1990          | Kvarnsjö      | Peter Sjödén                                                | Mikael Löfgren                                              | Ulf Johansson                                               |
| 1991          | Älvdalen      | Mikael Löfgren                                              | Tord Wiksten                                                | Roger Westling                                              |
| 1992          | Arvidsjaur    | Jonas Eriksson                                              | Leif Andersson                                              | Peter Sjödén                                                |
| 1993          | Sundsvall     | Mikael Löfgren                                              | Fredrik Kuoppa                                              | Anders Mannelqvist                                          |
| 1994          | Östersund     | Leif Andersson                                              | Mikael Löfgren                                              | Jonas Eriksson                                              |
| 1995          | Torsby        | Fredrik Kuoppa                                              | Mikael Löfgren                                              | Jonas Eriksson                                              |
| 1996          | Boden         | Mikael Löfgren                                              | Fredrik Kuoppa                                              | Rickard Noberius                                            |
| 1997          | Sollefteå     | Mikael Löfgren                                              | Fredrik Kuoppa                                              | Per Thoresson                                               |
| 1998          | Boden         | Mikael Löfgren                                              | Tord Wiksten                                                | Anders Mannelqvist                                          |
| 1999          | Hede          | Per Eriksson                                                | Tord Wiksten                                                | Mattias Nilsson                                             |
| 2000          | Boden         | Fredrik Kuoppa                                              | Per Eriksson                                                | Mattias Nilsson                                             |
| 2001          | Sollefteå     | Henrik Forsberg                                             | Rickard Noberius                                            | Mattias Nilsson                                             |
| 2002          | Dala-Järna    | Tord Wiksten                                                | Jakob Börjesson                                             | Jörgen Saarela                                              |
| 2003          | Sundsvall     | Lars Diss                                                   | Mattias Nilsson                                             | Johan Johansson                                             |
| 2004          | Lima          | Carl Johan Bergman                                          | Erik Olofsson                                               | Björn Ferry                                                 |
| 2005          | Boden         | Erik Olofsson                                               | Carl Johan Bergman                                          | Björn Ferry                                                 |
| 2006          | Hede          | Mattias Nilsson                                             | Jakob Börjesson                                             | Carl Johan Bergman                                          |
| 2007          | Sollefteå     | Björn Ferry                                                 | Magnus Jonsson                                              | Lars Albinsson                                              |
| 2008          | Boden         | Magnus Jonsson                                              | Jakob Börjesson                                             | Jörgen Brink                                                |
| 2009          | Östersund     | Carl Johan Bergman                                          | Mattias Nilsson                                             | Björn Ferry                                                 |
| 2010          | Sollefteå     | Fredrik Karlsson                                            | Mikael Persson                                              | Hannes Kerro                                                |
| 2011          | Östersund     | Björn Ferry                                                 | Ted Armgren                                                 | Carl Johan Bergman                                          |
| 2012          | Östersund     | Gabriel Stegmayr                                            | Pontus Olsson                                               | Niclas Larsson                                              |
| 2013          | Dala-Järna    | Erik Forsgren                                               | Henrik Forsberg                                             | Christian Bache                                             |
| 2014          | Lima          | –                                                           | –                                                           | –                                                           |
| 2015          | Lima          | Peppe Femling                                               | Daniel Gustafsson                                           | Torstein Stenersen                                          |
| 2016          | Piteå         | Gabriel Stegmayr                                            | Victor Olsson                                               | Johan Bergman                                               |
| 2017          | Östersund     | Gabriel Stegmayr                                            | Mattias Jonsson                                             | Martin Ponsiluoma                                           |
| 2018          | Östersund     | Gabriel Stegmayr                                            | Sebastian Olsson                                            | Victor Olsson                                               |
| 2019          | Idre          | Torstein Stenersen                                          | Peppe Femling                                               | Emil Nykvist                                                |
| 2020          | Idre          | Aufgrund der COVID-19-Pandemie abgesagt.                    | Aufgrund der COVID-19-Pandemie abgesagt.                    | Aufgrund der COVID-19-Pandemie abgesagt.                    |
| 2021          | Idre          | Nicht im Zuge der schwedischen Meisterschaften ausgetragen. | Nicht im Zuge der schwedischen Meisterschaften ausgetragen. | Nicht im Zuge der schwedischen Meisterschaften ausgetragen. |
| 2022          | Idre          | Henning Sjökvist                                            | Sebastian Samuelsson                                        | Emil Nykvist                                                |
| 2023          | Idre          | Anton Ivarsson                                              | Sebastian Samuelsson                                        | Oskar Brandt                                                |
| 2024          | Idre          | Jesper Nelin                                                | Viktor Brandt                                               | Sebastian Samuelsson                                        |

### Sprint
| Meisterschaft | Meisterschaft | Gold                                     | Silber                                   | Bronze                                   |
| ------------- | ------------- | ---------------------------------------- | ---------------------------------------- | ---------------------------------------- |
| 1974          | Transtrand    | Eilert Gustafsson                        | Lars-Göran Arwidson                      | Bengt Stattin                            |
| 1975          | Orsa          | Sune Adolfsson                           | Inge Wadman                              | Olle Petrusson                           |
| 1976          | Hedenäset     | Lars-Göran Arwidson                      | Sune Adolfsson                           | Per Simberg                              |
| 1977          | Östersund     | Lars-Göran Arwidson                      | Matz-Åke Lantz                           | Olle Petrusson                           |
| 1978          | Torsby        | Per Andersson                            | Ronnie Adolfsson                         | Alfred Joki                              |
| 1979          | Falun         | Per Simberg                              | Per Andersson                            | Gunnar Hannu                             |
| 1980          | Hedenäset     | Sören Wikström                           | Per Andersson                            | Hans Åhman                               |
| 1981          | Krokom        | Sven Fahlén                              | Hans Åhman                               | Alfred Joki                              |
| 1982          | Häverödal     | Sven Fahlén                              | Roger Westling                           | Ingemar Arwidson                         |
| 1983          | Sollefteå     | Ronnie Adolfsson                         | Mikael Bäckström                         | Sven Fahlén                              |
| 1984          | Lima          | Sven Fahlén                              | Ronnie Adolfsson                         | Karl-Gunnar Grenemark                    |
| 1985          | Timrå         | Ronnie Adolfsson                         | Anders Mannelqvist                       | Ingemar Arwidson                         |
| 1986          | Kvarnsjö      | Leif Andersson                           | Anders Mannelqvist                       | Roger Westling                           |
| 1987          | Hedenäset     | Peter Sjödén                             | Mikael Löfgren                           | Karl-Gunnar Grenemark                    |
| 1988          | Falun         | Peter Sjödén                             | Roger Westling                           | Karl-Gunnar Grenemark                    |
| 1989          | Hedenäset     | Lars Wiklund                             | Peter Sjödén                             | Mikael Löfgren                           |
| 1990          | Kvarnsjö      | Mikael Löfgren                           | Lars Wiklund                             | Roger Westling                           |
| 1991          | Älvdalen      | Mikael Löfgren                           | Lars Wiklund                             | Peter Sjödén                             |
| 1992          | Arvidsjaur    | Ulf Johansson                            | Jonas Eriksson                           | Anders Mannelqvist                       |
| 1993          | Sundsvall     | Mikael Löfgren                           | Anders Mannelqvist                       | Jonas Eriksson                           |
| 1994          | Östersund     | Mikael Löfgren                           | Ulf Johansson                            | Leif Andersson                           |
| 1995          | Torsby        | Anders Mannelqvist                       | Fredrik Kuoppa                           | Jonas Eriksson                           |
| 1996          | Boden         | Fredrik Kuoppa                           | Jonas Eriksson                           | Mikael Löfgren                           |
| 1997          | Sollefteå     | Mikael Löfgren                           | Fredrik Kuoppa                           | Anders Mannelqvist                       |
| 1998          | Boden         | Henrik Forsberg                          | Tord Wiksten                             | Rickard Noberius                         |
| 1999          | Hede          | Fredrik Kuoppa                           | Mikael Löfgren                           | Fredrik Ekström                          |
| 2000          | Sollefteå     | Henrik Forsberg                          | Fredrik Kuoppa                           | Jean-Marc Chabloz                        |
| 2001          | Sundsvall     | Henrik Forsberg                          | Carl Johan Bergman                       | Jörgen Saarela                           |
| 2002          | Dala-Järna    | Carl Johan Bergman                       | Tord Wiksten                             | Jakob Börjesson                          |
| 2003          | Sundsvall     | Erik Olofsson                            | Tord Wiksten                             | Johan Hagström                           |
| 2004          | Lima          | Carl Johan Bergman                       | Björn Ferry                              | Erik Olofsson                            |
| 2005          | Boden         | Carl Johan Bergman                       | Erik Olofsson                            | Jörgen Saarela                           |
| 2006          | Hede          | David Ekholm                             | Jakob Börjesson                          | Magnus Jonsson                           |
| 2007          | Lima          | Mattias Nilsson                          | Jakob Börjesson                          | Magnus Jonsson                           |
| 2008          | Dala-Järna    | Johan Hagström                           | Sebastian Wredenberg                     | Roger Kristoffersson                     |
| 2009          | Torsby        | Christian Bache                          | Jakob Börjesson                          | Lars Albinsson                           |
| 2010          | Lima          | Fredrik Lindström                        | Carl Johan Bergman                       | Ted Armgren                              |
| 2011          | Dala-Järna    | Jakob Börjesson                          | Henrik Forsberg                          | Christian Bache                          |
| 2012          | Sollefteå     | Carl Johan Bergman                       | Christoffer Eriksson                     | Ted Armgren                              |
| 2013          | Lima          | Fredrik Lindström                        | Carl Johan Bergman                       | Christoffer Eriksson                     |
| 2014          | Östersund     | Fredrik Lindström                        | Carl Johan Bergman                       | Tobias Arwidson                          |
| 2015          | Östersund     | Peppe Femling                            | Tobias Arwidson                          | Torstein Stenersen                       |
| 2016          | Sollefteå     | Fredrik Lindström                        | Christoffer Eriksson                     | Torstein Stenersen                       |
| 2017          | Lima          | Sebastian Samuelsson                     | Fredrik Lindström                        | Peppe Femling                            |
| 2018          | Hede          | Torstein Stenersen                       | Oskar Brandt                             | Simon Hallström                          |
| 2019          | Boden         | Tobias Arwidson                          | Fredrik Lindström                        | Oskar Brandt                             |
| 2020          | Boden         | Aufgrund der COVID-19-Pandemie abgesagt. | Aufgrund der COVID-19-Pandemie abgesagt. | Aufgrund der COVID-19-Pandemie abgesagt. |
| 2021          | Östersund     | Jesper Nelin                             | Sebastian Samuelsson                     | Martin Ponsiluoma                        |
| 2022          | Piteå         | Viktor Brandt                            | Oskar Brandt                             | Emil Nykvist                             |
| 2023          | Sollefteå     | Jesper Nelin                             | Martin Ponsiluoma                        | Sebastian Samuelsson                     |
| 2024          | Boden         | Jesper Nelin                             | Henning Sjökvist                         | Oskar Brandt                             |
| 2025          | Sollefteå     | Martin Ponsiluoma                        | Jesper Nelin                             | Tobias Arwidson                          |

### Verfolgung
| Meisterschaft | Meisterschaft | Gold                 | Silber               | Bronze               |
| ------------- | ------------- | -------------------- | -------------------- | -------------------- |
| 1998          | Boden         | Rickard Noberius     | Fredrik Kuoppa       | Henrik Forsberg      |
| 1999          | Hede          | Rickard Noberius     | Fredrik Kuoppa       | Tord Wiksten         |
| 2000          | Sollefteå     | Henrik Forsberg      | Fredrik Kuoppa       | Per Eriksson         |
| 2001          | Sundsvall     | Carl Johan Bergman   | Henrik Forsberg      | Rickard Noberius     |
| 2002          | Dala-Järna    | Jakob Börjesson      | Per Eriksson         | Tord Wiksten         |
| 2003          | Torsby        | David Ekholm         | Mårten Handler       | Tord Wiksten         |
| 2004          | Sundsvall     | Erik Albinder        | Tord Wiksten         | Wille Hampusson      |
| 2005          | Idre          | Johan Hagström       | Jörgen Saarela       | Erik Olofsson        |
| 2006          | Sollefteå     | Erik Olofsson        | Johan Hagström       | Daniel Adolfsson     |
| 2007          | Lima          | David Ekholm         | Jakob Börjesson      | Carl Johan Bergman   |
| 2008          | Dala-Järna    | Sebastian Wredenberg | Johan Hagström       | Jakob Börjesson      |
| 2009          | Torsby        | Christian Bache      | Jakob Börjesson      | Sebastian Wredenberg |
| 2010          | Lima          | Fredrik Lindström    | Carl Johan Bergman   | Mattias Nilsson      |
| 2011          | Östersund     | Björn Ferry          | Fredrik Lindström    | Ted Armgren          |
| 2012          | Sollefteå     | Carl Johan Bergman   | Christoffer Eriksson | Ted Armgren          |
| 2013          | Lima          | Carl Johan Bergman   | Fredrik Lindström    | Christoffer Eriksson |
| 2014          | Östersund     | Fredrik Lindström    | Carl Johan Bergman   | Tobias Arwidson      |
| 2015          | Östersund     | Tobias Arwidson      | Peppe Femling        | Christoffer Eriksson |
| 2016          | Sollefteå     | Fredrik Lindström    | Torstein Stenersen   | Christoffer Eriksson |
| 2017          | Lima          | Fredrik Lindström    | Peppe Femling        | Sebastian Samuelsson |
| 2018          | Hede          | Torstein Stenersen   | Oskar Brandt         | Gabriel Stegmayr     |
| 2019          | Boden         | Jesper Nelin         | Martin Ponsiluoma    | Sebastian Olsson     |

### Massenstart
| Meisterschaft | Meisterschaft | Gold                                     | Silber                                   | Bronze                                   |
| ------------- | ------------- | ---------------------------------------- | ---------------------------------------- | ---------------------------------------- |
| 2000          | Sollefteå     | Henrik Forsberg                          | Rickard Noberius                         | Fredrik Ekström                          |
| 2001          | Sollefteå     | Henrik Forsberg                          | Tord Wiksten                             | Jakob Börjesson                          |
| 2002          | Dala-Järna    | Henrik Forsberg                          | Tord Wiksten                             | Jakob Börjesson                          |
| 2003          | Sollefteå     | Jean-Marc Chabloz                        | Wille Hampusson                          | Jörgen Saarela                           |
| 2004          | Lima          | –                                        | –                                        | –                                        |
| 2005          | Sundsvall     | Daniel Adolfsson                         | Johan Hagström                           | Jörgen Saarela                           |
| 2006          | Sollefteå     | Johan Hagström                           | Jörgen Saarela                           | Erik Olofsson                            |
| 2007          | Lima          | Björn Ferry                              | Jörgen Brink                             | Carl Johan Bergman                       |
| 2008          | Boden         | Björn Ferry                              | David Ekholm                             | Sebastian Wredenberg                     |
| 2009          | Östersund     | Björn Ferry                              | Carl Johan Bergman                       | David Ekholm                             |
| 2010          | Sollefteå     | Fredrik Karlsson                         | Tony Persson                             | Mikael Persson                           |
| 2011          | Dala-Järna    | Christoffer Eriksson                     | Christian Bache                          | Henrik Forsberg                          |
| 2012          | Östersund     | Magnus Jonsson                           | Christoffer Eriksson                     | Johnny Gode                              |
| 2013          | Dala-Järna    | Erik Forsgren                            | Henrik Forsberg                          | Christian Bache                          |
| 2014          | Lima          | Gabriel Stegmayr                         | Victor Agestam                           | Henrik Fristedt                          |
| 2015          | Lima          | Peppe Femling                            | Gabriel Stegmayr                         | Jesper Nelin                             |
| 2016          | Östersund     | Tobias Arwidson                          | Daniel Gustafsson                        | Fredrik Lindström                        |
| 2017          | Östersund     | Gabriel Stegmayr                         | Olle Olsson Bad                          | Niklas Forsberg                          |
| 2018          | Östersund     | Simon Hallström                          | Jesper Nelin                             | Peppe Femling                            |
| 2019          | Boden         | –                                        | –                                        | –                                        |
| 2020          | Boden         | Aufgrund der COVID-19-Pandemie abgesagt. | Aufgrund der COVID-19-Pandemie abgesagt. | Aufgrund der COVID-19-Pandemie abgesagt. |
| 2021          | Östersund     | Sebastian Samuelsson                     | Martin Ponsiluoma                        | Jesper Nelin                             |
| 2022          | Piteå         | Tobias Arwidson                          | Oskar Brandt                             | Henning Sjökvist                         |
| 2023          | Sollefteå     | Peppe Femling                            | Martin Ponsiluoma                        | Jesper Nelin                             |
| 2024          | Boden         | Jesper Nelin                             | Viktor Brandt                            | Sebastian Samuelsson                     |
| 2025          | Sollefteå     | Martin Ponsiluoma                        | Jesper Nelin                             | Melker Nordgren                          |

### Staffel
| Meisterschaft | Meisterschaft | Gold                                                                  | Silber                                                               | Bronze                                                             |
| ------------- | ------------- | --------------------------------------------------------------------- | -------------------------------------------------------------------- | ------------------------------------------------------------------ |
| 1966          | Älvdalen      | Tullus SGN. Hult Johan Petrusson Olle Petrusson                       | Lima IF                                                              | I 5                                                                |
| 1967          | Falun         | Tullus SGO. Hansson Johan Petrusson Olle Petrusson                    | I 5                                                                  | I 19                                                               |
| 1968          | Torsby        | F 21Per-Olof Hassis Nore Westin Thor Larsson                          | Lima SKG                                                             | Tullus SG                                                          |
| 1969          | Boden         | Gåxsjö IFPer-Jan Persson Orvar Nilsson Per Halvarsson                 | Tullus SG                                                            | Särna SG                                                           |
| 1970          | Falun         | Tullus SGJohan Petrusson Hurt Halvarsson Olle Petrusson               | Lima SKG                                                             | Gåxsjö IF                                                          |
| 1971          | Härnösand     | Tullus SGJohan Petrusson Hurt Halvarsson Olle Petrusson               | I 2                                                                  | Lima SKG                                                           |
| 1972          | Östersund     | Tullus SGJohan Petrusson Hurt Halvarsson Olle Petrusson               | I 2                                                                  | Gåxsjö IF                                                          |
| 1973          | Eksjö         | I 2Eilert Gustafsson Peter Moberg Sunde Adolfsson                     | Tullus SG                                                            | Transtrands SKF                                                    |
| 1974          | Transtrand    | I 2Peter Moberg Sunde Adolfsson Eilert Gustafsson                     | Tullus SG                                                            | SK Bore                                                            |
| 1975          | Orsa          | SK BoreTorsten Wadman Inge Wadman Sune Adolfsson                      | Tullus SG                                                            | Lima SKG                                                           |
| 1976          | Hedenäset     | Tullus SKGNils-Åke Rusk Olle Petrusson Matz-Åke Lantz                 | SK Gränsen                                                           | SK Bore                                                            |
| 1977          | Östersund     | Tullus SKGMatz-Åke Lantz Olle Petrusson Nils-Åke Rusk                 | SK Bore                                                              | I 2                                                                |
| 1978          | Torsby        | SK GränsenAlfred Joki Ola Lundström Gunnar Hannu                      | Lima SKG                                                             | SK Bore                                                            |
| 1979          | Falun         | SK GränsenAlfred Joki Ola Lundström Gunnar Hannu                      | Lima SKG                                                             | SK Bore                                                            |
| 1980          | Hedenäset     | SK BoreMagnus Borg Ronnie Adolfsson Per Simberg                       | Lima SKG                                                             | SK Gränsen                                                         |
| 1981          | Krokom        | SK BorePer Simberg Magnus Borg Ronnie Adolfsson                       | Lima SKG                                                             | SK Gränsen                                                         |
| 1982          | Häverödal     | SK GränsenAlfred Joki Ola Lundström Karl-Gunnar Grenemark             | SK Bore                                                              | SK Bore 2                                                          |
| 1983          | Sollefteå     | SK GränsenAlfred Joki Ola Lundström Karl-Gunnar Grenemark             | Tullus SG                                                            | Lima SKG                                                           |
| 1984          | Lima          | SK BoreLeif Andersson Ingemar Arwidson Ronnie Adolfsson               | Lima SKG                                                             | SK Gränsen                                                         |
| 1985          | Timrå         | SK BoreMikael Pettersson Ingemar Arwidson Ronnie Adolfsson            | SK Gränsen                                                           | Skönviks SSK 2                                                     |
| 1986          | Kvarnsjö      | SK GränsenAlfred Joki Ola Lundström Karl-Gunnar Grenemark             | Dalaregementet Falun                                                 | SK Bore                                                            |
| 1987          | Hedenäset     | SK GränsenAlfred Joki Ola Lundström Karl-Gunnar Grenemark             | Dalaregementet Falun                                                 | K 4 IF                                                             |
| 1988          | Falun         | SK BoreLeif Andersson Jonas Eriksson Mikael Löfgren                   | SK Gränsen                                                           | Dalaregementet Falun                                               |
| 1989          | Hedenäset     | SK BoreJonas Eriksson Tord Wiksten Mikael Löfgren                     | SK Gränsen                                                           | Vildmännens IF                                                     |
| 1990          | Kvarnsjö      | SK BoreJonas Eriksson Tord Wiksten Mikael Löfgren                     | Sundsvall Biathlon                                                   | Vildmännens IF                                                     |
| 1991          | Älvdalen      | SK BoreJonas Eriksson Tord Wiksten Mikael Löfgren                     | I 2 IF                                                               | Sälens IF                                                          |
| 1992          | Arvidsjaur    | SK BoreJonas Eriksson Veine Persson Tord Wiksten                      | Sundsvall Biathlon                                                   | Sälens IF                                                          |
| 1993          | Sundsvall     | SK BoreJonas Eriksson Tord Wiksten Mikael Löfgren                     | Sundsvall Biathlon                                                   | I 2 IF                                                             |
| 1994          | Östersund     | SK BoreVeine Persson Jonas Eriksson Mikael Löfgren                    | SK Bore 2                                                            | Sundsvall Biathlon                                                 |
| 1995          | Torsby        | SK BoreJonas Eriksson Tord Wiksten Mikael Löfgren                     | Sundsvall Biathlon                                                   | Jämt BK                                                            |
| 1996          | Boden         | SK BoreTord Wiksten Mikael Löfgren Jonas Eriksson                     | Sundsvall Biathlon                                                   | I 19 IF Boden                                                      |
| 1997          | Sollefteå     | SK BoreJonas Eriksson Tord Wiksten Mikael Löfgren                     | I 19 IF                                                              | SK Bore 2                                                          |
| 1998          | Boden         | SK BoreJonas Eriksson Tord Wiksten Mikael Löfgren                     | Sundsvall Biathlon                                                   | I 19 IF Boden                                                      |
| 1999          | Hede          | SK BoreMikael Löfgren Mattias Nilsson Per Eriksson                    | Jämt BC                                                              | I 19 IF Boden                                                      |
| 2000          | Sollefteå     | Jämt BKTord Wiksten Henrik Forsberg Jean-Marc Chabloz                 | SK Bore                                                              | Sundsvall Biathlon                                                 |
| 2001          | Sollefteå     | Jämt BKTord Wiksten Erik Olofsson Henrik Forsberg                     | I 19 IF                                                              | SK Bore                                                            |
| 2002          | Dala-Järna    | Jämt BKTord Wiksten Erik Olofsson Henrik Forsberg                     | SK Bore                                                              | Dala-Järna IK                                                      |
| 2003          | Sundsvall     | Jämt BKErik Olofsson Andreas Forneman Tord Wiksten                    | Sundsvall Biathlon                                                   | Dala-Järna IK                                                      |
| 2004          | Lima          | Jämt BKTord Wiksten Mattias Nilsson Erik Olofsson                     | Ekshärads SF                                                         | Häverödals SK                                                      |
| 2005          | Boden         | SK BoreChristian Tysk David Ekholm Carl Johan Bergman                 | Jämt BK                                                              | Häverödals SK                                                      |
| 2006          | Hede          | SK BoreChristian Tysk David Ekholm Carl Johan Bergman                 | Mix Skidskytte Timrå                                                 | I 21 IF Sollefteå                                                  |
| 2007          | Sollefteå     | Lima SKGJakob Börjesson Tobias Arwidson Fredrik Karlsson              | SK Bore                                                              | Jämt BK                                                            |
| 2008          | Boden         | Ekshärads SFSebastian Wredenberg David Ekholm Carl Johan Bergman      | Lima SKG                                                             | Jämt BK                                                            |
| 2009          | Östersund     | Jämt BKMattias Nilsson Jörgen Brink Magnus Jonsson                    | Ekshärads SFDavid Ekholm Sebastian Wredenberg Carl Johan Bergman     | Anundsjö SFFredrik Lindström Jonas Häggström Roger Kristoffersson  |
| 2010          | Lima          | Ekshärads SF 1David Ekholm Sebastian Wredenberg Carl Johan Bergman    | Biathlon Östersund 1Magnus Jonsson Mattias Nilsson Jean-Marc Chabloz | SK Bore 1Jonas Eriksson Henrik Nilsson Tony Persson                |
| 2011          | Östersund     | Biathlon ÖstersundMagnus Jonsson Henrik Forsberg Mattias Nilsson      | Lima SKG                                                             | Anundsjö SF                                                        |
| 2012          | Sollefteå     | Tullus SG 1Christian Bache Christoffer Eriksson Erik Forsgren         | Ekshärads SF 1David Ekholm Sebastian Wredenberg Carl Johan Bergman   | Anundsjö SF 1Viktor Olsson Bad Jonas Häggström Fredrik Lindström   |
| 2013          | Lima          | Tullus SGMartin Ponsiluoma Christoffer Eriksson Olle Olsson Bad       | Biathlon Östersund                                                   | Lima SKG                                                           |
| 2014          | Östersund     | Tullus SGHenrik Fristedt Christoffer Eriksson Peppe Femling           |                                                                      |                                                                    |
| 2015          | Östersund     | Tullus SGChristoffer Eriksson Peppe Femling Martin Ponsiluoma         | SK Bore                                                              | Biathlon Östersund                                                 |
| 2016          | Sollefteå     | Tullus SGMartin Ponsiluoma Christoffer Eriksson Peppe Femling         | Biathlon Östersund                                                   | I 21 IF Sollefteå                                                  |
| 2017          | Lima          | Biathlon Östersund 1Daniel Gustafsson Jesper Nelin Torstein Stenersen | Tullus SG 1Martin Ponsiluoma Olle Olsson Bad Peppe Femling           | Lima SKG 1Sebastian Jansson Saadio Simon Hallström Tobias Arwidson |
| 2018          | Östersund     | Biathlon ÖstersundVictor Olsson Tiio Söderhielm Torstein Stenersen    | Tullus SKG                                                           | –                                                                  |
| 2019          | Östersund     | Biathlon Östersund 1Henning Sjökvist Victor Olsson Torstein Stenersen | Tullus SKG 1Anton Ivarsson Oskar Ohlsson Martin Ponsiluoma           | Piteå SKPeppe Femling Anna Magnusson Jesper Nelin                  |

## Frauen

### Einzel
Bis 1988 wurden zehn Kilometer gelaufen, seitdem wurde die 15-km-Strecke absolviert. Seit 2019 wird im Rahmen des Season openings in Idre ein Kurzeinzel über 12,5 Kilometer ausgetragen.
| Meisterschaft | Meisterschaft | Gold                                                        | Silber                                                      | Bronze                                                      |
| ------------- | ------------- | ----------------------------------------------------------- | ----------------------------------------------------------- | ----------------------------------------------------------- |
| 1982          | Häverödal     | Eva Lundgren                                                | Gunilla Wikström                                            | Maria Schill                                                |
| 1983          | Sollefteå     | Maria Schill                                                | Doris Niva                                                  | Sabiene Karlsson                                            |
| 1984          | Lima          | Maria Schill                                                | Eva Lundgren                                                | G. Skogfält                                                 |
| 1985          | Timrå         | Eva Korpela                                                 | Sabiene Karlsson                                            | Inger Björkbom                                              |
| 1986          | Kvarnsjö      | Eva Korpela                                                 | Doris Niva                                                  | Sabiene Karlsson                                            |
| 1987          | Hedenäset     | Eva Korpela                                                 | Mia Stadig                                                  | Mia Stadig                                                  |
| 1988          | Falun         | Mia Stadig                                                  | Inger Björkbom                                              | Sabiene Karlsson                                            |
| 1989          | Hedenäset     | Inger Björkbom                                              | Sabiene Karlsson                                            | Renée Karlsson                                              |
| 1990          | Kvarnsjö      | Mia Stadig                                                  | Inger Björkbom                                              | Catarina Eklund                                             |
| 1991          | Älvdalen      | Mia Stadig                                                  | Inger Björkbom                                              | Carolin Hidén                                               |
| 1992          | Arvidsjaur    | Inger Björkbom                                              | Maria Schylander                                            | Christina Eklund                                            |
| 1993          | Sundsvall     | Eva-Karin Westin                                            | Christina Eklund                                            | Catarina Eklund                                             |
| 1994          | Östersund     | Magdalena Wallin                                            | Christina Eklund                                            | Eva-Karin Westin                                            |
| 1995          | Torsby        | Magdalena Wallin                                            | Catarina Eklund                                             | Kristina Bronéus                                            |
| 1996          | Boden         | Magdalena Wallin                                            | Christina Eklund                                            | Susanne Sellin                                              |
| 1997          | Sollefteå     | Camilla Westin                                              | Catarina Eklund                                             | Carina Östberg                                              |
| 1998          | Boden         | Kristina Bronéus                                            | Carina Östberg                                              | Linnea Poromaa                                              |
| 1999          | Hede          | Magdalena Forsberg                                          | Linda Bengtsson                                             | Kristina Bronéus                                            |
| 2000          | Boden         | Sofie Håmås                                                 | Camilla Westin                                              | Linnea Poromaa                                              |
| 2001          | Sollefteå     | Magdalena Forsberg                                          | Linda Bengtsson                                             | Ulrika Öberg                                                |
| 2002          | Dala-Järna    | Linda Bengtsson                                             | Susanne Hjert                                               | Camilla Westin                                              |
| 2003          | Sundsvall     | Susanne Hjert                                               | Linda Bengtsson                                             | Camilla Westin                                              |
| 2004          | Lima          | Anna Carin Olofsson                                         | Susanne Hjert                                               | Kristina Bronéus                                            |
| 2005          | Boden         | Anna Maria Nilsson                                          | Sara Enqvist                                                | Camilla Westin                                              |
| 2006          | Hede          | Anna Carin Olofsson                                         | Lena Jansson                                                | Paula Daabach                                               |
| 2007          | Sollefteå     | Anna Carin Olofsson                                         | Helena Jonsson                                              | Anna Maria Nilsson                                          |
| 2008          | Boden         | Helena Jonsson                                              | Sofia Domeij                                                | Lena Jansson                                                |
| 2009          | Östersund     | Anna Carin Olofsson-Zidek                                   | Sofia Domeij                                                | Helena Jonsson                                              |
| 2010          | Sollefteå     | Matilda Holmqvist                                           | Åsa Lif                                                     | Malin Jakobsson                                             |
| 2011          | Östersund     | Anna Maria Nilsson                                          | Elisabeth Högberg                                           | Jenny Jonsson                                               |
| 2012          | Östersund     | Emelie Larsson                                              | Elin Mattsson                                               | Mona Brorsson                                               |
| 2013          | Dala-Järna    | Olga Alifiravets                                            | Cajsa Grape                                                 | Agnes Wredenberg                                            |
| 2014          | Lima          | –                                                           | –                                                           | –                                                           |
| 2015          | Lima          | Kim Adolfsson                                               | Olga Alifiravets                                            | Anna Wikström                                               |
| 2016          | Piteå         | Ingela Andersson                                            | Chardine Sloof                                              | Olga Alifiravets                                            |
| 2017          | Östersund     | Anna Wikström                                               | Felicia Lindqvist                                           | Kim Adolfsson                                               |
| 2018          | Östersund     | Ingela Andersson                                            | Emma Nilsson                                                | Olga Alifiravets                                            |
| 2019          | Idre          | Chardine Sloof                                              | Anna Magnusson                                              | Johanna Skottheim                                           |
| 2020          | Idre          | Aufgrund der COVID-19-Pandemie abgesagt.                    | Aufgrund der COVID-19-Pandemie abgesagt.                    | Aufgrund der COVID-19-Pandemie abgesagt.                    |
| 2021          | Idre          | Nicht im Zuge der schwedischen Meisterschaften ausgetragen. | Nicht im Zuge der schwedischen Meisterschaften ausgetragen. | Nicht im Zuge der schwedischen Meisterschaften ausgetragen. |
| 2022          | Idre          | Tilda Johansson                                             | Johanna Skottheim                                           | Anna Magnusson                                              |
| 2023          | Idre          | Anna Magnusson                                              | Elvira Öberg                                                | Mona Brorsson                                               |
| 2024          | Idre          | Anna Magnusson                                              | Elvira Öberg                                                | Johanna Skottheim                                           |

### Sprint
Bis 1988 wurden fünf Kilometer gelaufen, seitdem wird die 7,5-km-Strecke absolviert.
| Meisterschaft | Meisterschaft | Gold                                     | Silber                                   | Bronze                                   |
| ------------- | ------------- | ---------------------------------------- | ---------------------------------------- | ---------------------------------------- |
| 1982          | Häverödal     | Eva Lundgren                             | Gunilla Wikström                         | Sabiene Karlsson                         |
| 1983          | Sollefteå     | Eva Lundgren                             | Doris Niva                               | Sabiene Karlsson                         |
| 1984          | Lima          | Eva Lundgren                             | Inger Björkbom                           | G. Skogfält                              |
| 1985          | Timrå         | Eva Korpela                              | Sabiene Karlsson                         | Inger Björkbom                           |
| 1986          | Kvarnsjö      | Eva Korpela                              | Doris Niva                               | Inger Björkbom                           |
| 1987          | Hedenäset     | Mia Stadig                               | Eva Korpela                              | Anna-Lena Fritzon                        |
| 1988          | Falun         | Eva Korpela                              | Mia Stadig                               | Sabiene Karlsson                         |
| 1989          | Hedenäset     | Anna Hermansson                          | Inger Björkbom                           | Catarina Eklund                          |
| 1990          | Kvarnsjö      | Inger Björkbom                           | Catarina Eklund                          | Mia Stadig                               |
| 1991          | Älvdalen      | Inger Björkbom                           | Anna Hermansson                          | Christina Eklund                         |
| 1992          | Arvidsjaur    | Maria Schylander                         | Mia Stadig                               | Eva-Karin Westin                         |
| 1993          | Sundsvall     | Eva-Karin Westin                         | Catarina Eklund                          | Helene Dahlberg                          |
| 1994          | Östersund     | Christina Eklund                         | Magdalena Wallin                         | Eva-Karin Westin                         |
| 1995          | Torsby        | Magdalena Wallin                         | Camilla Westin                           | Catarina Eklund                          |
| 1996          | Boden         | Magdalena Wallin                         | Maria Schylander                         | Susanne Sellin                           |
| 1997          | Sollefteå     | Magdalena Forsberg                       | Maria Schylander                         | Catarina Eklund                          |
| 1998          | Boden         | Magdalena Forsberg                       | Maria Schylander                         | Catarina Eklund                          |
| 1999          | Hede          | Magdalena Forsberg                       | Kristina Bronéus                         | Linda Bengtsson                          |
| 2000          | Sollefteå     | Magdalena Forsberg                       | Kristina Bronéus                         | Camilla Westin                           |
| 2001          | Sundsvall     | Magdalena Forsberg                       | Kristina Bronéus                         | Camilla Westin                           |
| 2002          | Dala-Järna    | Susanne Hjert                            | Anna Larsson                             | Camilla Westin                           |
| 2003          | Sundsvall     | Susanne Hjert                            | Ida Semrén                               | Sara Enqvist                             |
| 2004          | Lima          | Anna Carin Olofsson                      | Linda Bengtsson                          | Kristina Bronéus                         |
| 2005          | Boden         | Anna Carin Olofsson                      | Anna Maria Nilsson                       | Paula Daabach                            |
| 2006          | Hede          | Anna Carin Olofsson                      | Helena Jonsson                           | Sara Enqvist                             |
| 2007          | Lima          | Lena Jansson                             | Anna Carin Olofsson                      | Sofia Domeij                             |
| 2008          | Dala-Järna    | Elin Mattsson                            | Lena Jansson                             | Johanna Johansson                        |
| 2009          | Torsby        | Emelie Larsson                           | Johanna Johansson                        | Ann Kristin Westlundh                    |
| 2010          | Lima          | Anna Carin Olofsson-Zidek                | Helena Jonsson                           | Anna Maria Nilsson                       |
| 2011          | Dala-Järna    | Emelie Larsson                           | Elin Mattsson                            | Kim Adolfsson                            |
| 2012          | Sollefteå     | Helena Ekholm                            | Elisabeth Högberg                        | Anna-Karin Strömstedt                    |
| 2013          | Lima          | Mona Brorsson                            | Emelie Larsson                           | Elisabeth Högberg                        |
| 2014          | Östersund     | Jenny Jonsson                            | Mona Brorsson                            | Elin Mattsson                            |
| 2015          | Östersund     | Mona Brorsson                            | Emma Nilsson                             | Kim Adolfsson                            |
| 2016          | Sollefteå     | Mona Brorsson                            | Emma Nilsson                             | Ingela Andersson                         |
| 2017          | Lima          | Anna Magnusson                           | Elisabeth Högberg                        | Mona Brorsson                            |
| 2018          | Hede          | Elisabeth Högberg                        | Felicia Lindqvist                        | Ingela Andersson                         |
| 2019          | Boden         | Emma Nilsson                             | Mona Brorsson                            | Anna Magnusson                           |
| 2020          | Boden         | Aufgrund der COVID-19-Pandemie abgesagt. | Aufgrund der COVID-19-Pandemie abgesagt. | Aufgrund der COVID-19-Pandemie abgesagt. |
| 2021          | Östersund     | Elvira Öberg                             | Hanna Öberg                              | Mona Brorsson                            |
| 2022          | Piteå         | Stina Nilsson                            | Mona Brorsson                            | Tilda Johansson                          |
| 2023          | Sollefteå     | Anna Magnusson                           | Hanna Öberg                              | Johanna Skottheim                        |
| 2024          | Boden         | Hanna Öberg                              | Anna Magnusson                           | Elvira Öberg                             |
| 2025          | Sollefteå     | Hanna Öberg                              | Johanna Skottheim                        | Elvira Öberg                             |

### Verfolgung
| Meisterschaft | Meisterschaft | Gold                      | Silber             | Bronze                    |
| ------------- | ------------- | ------------------------- | ------------------ | ------------------------- |
| 1998          | Boden         | Magdalena Forsberg        | Maria Schylander   | Kristina Bronéus          |
| 1999          | Hede          | Kristina Bronéus          | Linnea Poromaa     | Linda Bengtsson           |
| 2000          | Sollefteå     | Magdalena Forsberg        | Kristina Bronéus   | Camilla Westin            |
| 2001          | Sundsvall     | Magdalena Forsberg        | Kristina Bronéus   | Camilla Westin            |
| 2002          | Dala-Järna    | Kristina Bronéus          | Paula Daabach      | Ulrika Öberg              |
| 2003          | Torsby        | Anna Carin Olofsson       | Kristina Bronéus   | Susanne Hjert             |
| 2004          | Sundsvall     | Kristina Bronéus          | Sara Enqvist       | Susanne Hjert             |
| 2005          | Idre          | Kristina Bronéus          | Sara Enqvist       | Ida Eriksson              |
| 2006          | Sollefteå     | Sara Enqvist              | Anna Maria Nilsson | Paula Daabach             |
| 2007          | Lima          | Anna Carin Olofsson       | Anna Maria Nilsson | Lena Jansson              |
| 2008          | Dala-Järna    | Elin Mattsson             | Lena Jansson       | Johanna Johansson         |
| 2009          | Torsby        | Emelie Larsson            | Johanna Johansson  | Linda Bengtsson           |
| 2010          | Lima          | Anna Carin Olofsson-Zidek | Helena Jonsson     | Sofia Domeij              |
| 2011          | Östersund     | Anna Maria Nilsson        | Jenny Jonsson      | Anna Carin Olofsson-Zidek |
| 2012          | Sollefteå     | Helena Jonsson            | Elisabeth Högberg  | Anna-Karin Strömstedt     |
| 2013          | Lima          | Mona Brorsson             | Emelie Larsson     | Elisabeth Högberg         |
| 2014          | Östersund     | Elin Mattsson             | Mona Brorsson      | Jenny Jonsson             |
| 2015          | Östersund     | Mona Brorsson             | Elisabeth Högberg  | Emma Nilsson              |
| 2016          | Sollefteå     | Mona Brorsson             | Hanna Öberg        | Emma Nilsson              |
| 2017          | Lima          | Elisabeth Högberg         | Hanna Öberg        | Chardine Sloof            |
| 2018          | Hede          | Elisabeth Högberg         | Felicia Lindqvist  | Ingela Andersson          |
| 2019          | Boden         | Mona Brorsson             | Elisabeth Högberg  | Emma Nilsson              |

### Massenstart
| Meisterschaft | Meisterschaft | Gold                                     | Silber                                   | Bronze                                   |
| ------------- | ------------- | ---------------------------------------- | ---------------------------------------- | ---------------------------------------- |
| 2000          | Sollefteå     | Magdalena Forsberg                       | Camilla Westin                           | Susanne Sellin                           |
| 2001          | Sollefteå     | Magdalena Forsberg                       | Linda Bengtsson                          | Susanne Hjert                            |
| 2002          | Dala-Järna    | Susanne Hjert                            | Linda Bengtsson                          | Kristina Bronéus                         |
| 2003          | Sollefteå     | Camilla Westin                           | Sara Enqvist                             | Susanne Hjert                            |
| 2004          | Lima          | –                                        | –                                        | –                                        |
| 2005          | Sundsvall     | Sara Enqvist                             | Susanne Hjert                            | Kristina Bronéus                         |
| 2006          | Sollefteå     | Sara Enqvist                             | Martina Höök                             | Ann-Kristin Westlund                     |
| 2007          | Sollefteå     | Anna Carin Olofsson                      | Anna Maria Nilsson                       | Sofia Domeij                             |
| 2008          | Dala-Järna    | Elin Mattsson                            | Lena Jansson                             | Johanna Johansson                        |
| 2009          | Östersund     | Anna Carin Olofsson-Zidek                | Sofia Domeij                             | Emelie Larsson                           |
| 2010          | Sollefteå     | Malin Jakobsson                          | Marre Molander                           | Åsa Lif                                  |
| 2011          | Dala-Järna    | Emelie Larsson                           | Elin Mattsson                            | Kim Adolfsson                            |
| 2012          | Östersund     | Anna Maria Nilsson                       | Jenny Jonsson                            | Elisabeth Högberg                        |
| 2013          | Dala-Järna    | Olga Alifiravets                         | Cajsa Grape                              | Malin Jakobsson                          |
| 2014          | Lima          | Emelie Larsson                           | Elisabeth Högberg                        | Cajsa Grape                              |
| 2015          | Lima          | Emelie Larsson                           | Olga Alifiravets                         | Kim Adolfsson                            |
| 2016          | Östersund     | Elisabeth Högberg                        | Emma Nilsson                             | Linn Persson                             |
| 2017          | Östersund     | Anna Wikström                            | Elvira Öberg                             | Kim Adolfsson                            |
| 2018          | Östersund     | Emma Nilsson                             | Felicia Lindqvist                        | Olga Alifiravets                         |
| 2019          | Boden         | –                                        | –                                        | –                                        |
| 2020          | Boden         | Aufgrund der COVID-19-Pandemie abgesagt. | Aufgrund der COVID-19-Pandemie abgesagt. | Aufgrund der COVID-19-Pandemie abgesagt. |
| 2021          | Östersund     | Hanna Öberg                              | Emma Nilsson                             | Elvira Öberg                             |
| 2022          | Piteå         | Johanna Skottheim                        | Mona Brorsson                            | Stina Nilsson                            |
| 2023          | Sollefteå     | Anna Magnusson                           | Hanna Öberg                              | Mona Brorsson                            |
| 2024          | Boden         | Elvira Öberg                             | Hanna Öberg                              | Mona Brorsson                            |
| 2025          | Sollefteå     | Anna-Karin Heijdenberg                   | Elvira Öberg                             | Johanna Skottheim                        |

### Staffel
| Meisterschaft | Meisterschaft | Gold                                                                     | Silber                                                             | Bronze                                                       |
| ------------- | ------------- | ------------------------------------------------------------------------ | ------------------------------------------------------------------ | ------------------------------------------------------------ |
| 1982          | Häverödal     | Tullus SGAnna-Lena Fritzon Susanne Ohlsson Carina Eriksson               | Aspås SKF                                                          | SK Bore                                                      |
| 1983          | Sollefteå     | Aspås SKFAnne-Lie Engström Tina Persson Maria Schill                     | SK Gränsen                                                         | –                                                            |
| 1984          | Lima          | Lima SKGAnna-Lena Fritzon Gunilla Wikström Eva Lundgren                  | Aspås SKF                                                          | SK Gränsen                                                   |
| 1985          | Timrå         | Aspås IFInger Björkbom Annelie Engström Maria Schill                     | Skånsta SSK                                                        | SK Gränsen                                                   |
| 1986          | Kvarnsjö      | Aspås IFAnnelie Engström Maria Schill Inger Björkbom                     | Skönviks SSK                                                       | Dalaregementet Falun                                         |
| 1987          | Hedenäset     | Dalaregementet FalunAnna Frithioff Anna-Lena Fritzon Mia Stadig          | SK Bore                                                            | Aspås IF                                                     |
| 1988          | Falun         | Dalaregementet FalunInger Björkbom Renée Lövqvist Mia Stadig             | I2 IF                                                              | SK Bore                                                      |
| 1989          | Hedenäset     | SK BoreCatarina Eklund Veronica Venuti Anna Hermansson                   | I2 IF                                                              | –                                                            |
| 1990          | Kvarnsjö      | Jämt BKRenée Lövqvist Annelie Engström Inger Björkbom                    | SK Bore                                                            | I2 IF                                                        |
| 1991          | Älvdalen      | SK BoreAnna Hermansson Catarina Eklund Christina Eklund                  | Jämt BK                                                            | I 21 IF                                                      |
| 1992          | Arvidsjaur    | SK BoreLise-Lott Persson Anna Hermansson Christina Eklund                | I21 IF                                                             | Jämt BK                                                      |
| 1993          | Sundsvall     | SK BoreChristina Eklund Helene Dahlberg Catarina Eklund                  | I21 IF                                                             | Frösö IF                                                     |
| 1994          | Östersund     | SK BoreSusanne Sellin Catarina Eklund Christina Eklund                   | I21 IF                                                             | Frösö IF                                                     |
| 1995          | Torsby        | SK BoreChristina Eklund Lise-Lott Persson Catarina Eklund                | I 21 IF                                                            | SK Bore 2                                                    |
| 1996          | Boden         | I 21 IFCamilla Westin Kristina Bronéus Eva-Karin Westin                  | SK Bore                                                            | Frösö IF                                                     |
| 1997          | Sollefteå     | I 21 IFCamilla Westin Kristina Bronéus Eva-Karin Westin                  | SK Bore                                                            | Sundsvall Biathlon                                           |
| 1998          | Boden         | I 21 IFMarie Nauclér Ulrika Öberg Kristina Bronéus                       | SK Bore                                                            | I 19 IF                                                      |
| 1999          | Hede          | I 21 IFAnna Biller Kristina Bronéus                                      | SK Bore                                                            | Sundsvall Biathlon                                           |
| 2000          | Sollefteå     | Sundsvall BiathlonIda Saarela Magdalena Forsberg                         | I 21 IF                                                            | SK Bore                                                      |
| 2001          | Sollefteå     | Sundsvall BiathlonIda Saarela Magdalena Forsberg                         | SK Bore                                                            | Hede SK                                                      |
| 2002          | Dala-Järna    | SK BoreSusanne Hjert Linda Bengtsson                                     | I 21 IF                                                            | I 21 IF 2                                                    |
| 2003          | Sundsvall     | I 21 IFAnna-Maria Nilsson Linnea Poromaa                                 | SK Bore                                                            | Jämt BK                                                      |
| 2004          | Lima          | I 21 IFCamilla Westin Kristina Bronéus                                   | Hede SK                                                            | Lima SKG                                                     |
| 2005          | Boden         | Hede SKPaula Daabach Sara Enqvist                                        | SK Bore                                                            | Jämt BK                                                      |
| 2006          | Hede          | Lillhärdals IFMagdalena Forsberg Anna-Carin Olofsson                     | I 21 IF                                                            | Jämt BK                                                      |
| 2007          | Sollefteå     | I 21 IFJenny Jonsson Helena Jonsson                                      | Jämt BK                                                            | –                                                            |
| 2008          | Boden         | I 21 IFElisabeth Högberg Helena Jonsson                                  | Finnskoga IF                                                       | Jämt BK                                                      |
| 2009          | Östersund     | I 21 IFElisabeth Högberg Jenny Jonsson Helena Jonsson                    | SK Bore 1Emelie Larsson Chardine Sloof Elin Mattsson               | Jämt BKLena Jansson Anna Maria Nilsson Ann-Kristin Westlundh |
| 2010          | Lima          | I 21 IFElisabeth Högberg Jenny Jonsson Helena Jonsson                    | SK Bore 1Emelie Larsson Chardine Sloof Elin Mattsson               | Lima SKG 1Caroline Westling Åsa Lif Madeleine Mattsson       |
| 2011          | Östersund     | I 21 IFElisabeth Högberg Jenny Jonsson Helena Ekholm                     | SK Bore                                                            | Biathlon Östersund                                           |
| 2012          | Sollefteå     | I 21 IFElisabeth Högberg Marielle Molander Helena Ekholm                 | SK BoreChardine Sloof Emelie Larsson Elin Mattsson                 | Hede SKFelicia Lindqvist Marika Backman Sofia Myhr           |
| 2013          | Lima          | SK BoreChardine Sloof Emelie Larsson Elin Mattsson                       | Finnskoga IF                                                       | I 21 IF                                                      |
| 2014          | Östersund     | I 21 IFJenny Jonsson Helena Ekholm Elisabeth Högberg                     | Finnskoga IF                                                       | SK Bore                                                      |
| 2015          | Östersund     | Finnskoga IFEmelie Larsson Kim Adolfsson Mona Brorsson                   | I 21 IF                                                            | SK Bore                                                      |
| 2016          | Sollefteå     | SK BoreLinn Persson Chardine Sloof Emma Nilsson                          | Piteå SK                                                           | Biathlon Östersund                                           |
| 2017          | Lima          | Biathlon Östersund 1Felicia Lindqvist Elisabeth Högberg Olga Alifiravets | Piteå SKElvira Öberg Hanna Öberg Anna Magnusson                    | SK BoreMoa Olsson Chardine Sloof Emma Nilsson                |
| 2018          | Östersund     | Biathlon ÖstersundFelicia Lindqvist Cajsa Grape Olga Alifiravets         | –                                                                  | –                                                            |
| 2019          | Östersund     | SK Bore 1Moa Olsson Chardine Sloof Emma Nilsson                          | Biathlon Östersund 1Felicia Lindqvist Cajsa Grape Olga Alifiravets | Finnskoga IFMathilda Evaldsson Annie Lindh Mona Brorsson     |

## Single-Mixed-Staffel
| Meisterschaft | Meisterschaft | Gold                                                     | Silber                                           | Bronze                                                   |
| ------------- | ------------- | -------------------------------------------------------- | ------------------------------------------------ | -------------------------------------------------------- |
| 2018          | Hede          | Biathlon Östersund 1Elisabeth Högberg Torstein Stenersen | Lima SKG 1Åsa Lif Tobias Arwidson                | Biathlon Östersund 2Felicia Lindqvist Daniel Gustafsson  |
| 2019          | Boden         | –                                                        | –                                                | –                                                        |
| 2020          | Boden         | Aufgrund der COVID-19-Pandemie abgesagt.                 | Aufgrund der COVID-19-Pandemie abgesagt.         | Aufgrund der COVID-19-Pandemie abgesagt.                 |
| 2021          | Östersund     | Piteå SK 1Hanna Öberg Jesper Nelin                       | Piteå SK 2Elvira Öberg Peppe Femling             | Biathlon Östersund 1Elisabeth Högberg Torstein Stenersen |
| 2022          | Piteå         | Lima SKG 1Tobias Arwidson Stina Nilsson                  | Bore Torsby 1Emil Nykvist Emma Nilsson           | Biathlon Östersund 3Torstein Stenersen Felicia Lindqvist |
| 2023          | Sollefteå     | Piteå SK 1Anna Magnusson Jesper Nelin                    | Piteå SK 2Hanna Öberg Peppe Femling              | I 21 IF 1Anna Hedström Sebastian Samuelsson              |
| 2024          | Boden         | Piteå SK 2Peppe Femling Anna Magnusson                   | Bore Torsby 1Emil Nykvist Emma Nilsson           | I 21 IF 1Sebastian Samuelsson Anna Hedström              |
| 2025          | Sollefteå     | Tullus SG 1Anna-Karin Heijdenberg Martin Ponsiluoma      | Biathlon Östersund 1Ella Halvarsson Jesper Nelin | Lima SKGJohanna Skottheim Tobias Arwidson                |

## Belege
1. ↑  Auch Johanna Skottheim nahm am Staffelwettkampf der Herren teil.
2. 1 2  Die Schreibung variiert innerhalb der Website. Es ist von Renée Lövqvist, aber auch von René Löfkvist die Rede.